# 魚の一覧
- 五十音順。種の標準和名に限らず、総称、一般名なども含む。
- ニシキゴイとキンギョの品種名は含めない。

## あ行

### あ
- アーマードプレコ → プレコ
- アイ → アユ
- アイカジカ
- アイゴ
- アイザメ
- アイコバンハゼ
- アイスポットシクリッド
- アイナメ
- アイブリ
- アオ → ニホンウナギ
- アオイソハゼ
- アオウオ
- アオカスベ
- アオギス
- アオギハゼ
- アオサハギ
- アオザメ
- アオスジスズメダイ
- アオスジテンジクダイ
- アオダイ
- アオタテジマチョウチョウウオ
- アオタナゴ
- アオチビキ
- アオッコ → ブリ
- アオノメハタ
- アオバスズメダイ
- アオハタ
- アオバダイ
- アオハチハゼ
- アオハナテンジクダイ
- アオバラヨシノボリ
- アオビクニン
- アオブカ → ヨシキリザメ
- アオブダイ
- アオベラ → キュウセン
- アオミシマ
- アオメエソ
- アオヤガラ
- アカアジ
- アカアマダイ
- アカイサキ
- アカイソハゼ
- アカイユ → スミツキカノコ
- アカウオ
- アカウオ → アコウダイ、タイセイヨウアカウオ、アラスカメヌケ、シワイカナゴ
- アカエイ
- アカエー → サンゴアイゴ、ヒメアイゴ
- アカエソ
- アカオビシマハゼ
- アカオビハナダイ
- アカオビベラ
- アカカサゴ
- アカカマス
- アカガレイ
- アカギ → キンメダイ
- アカギンザメ
- アカククリ
- アカクジラウオダマシ
- アカグツ
- アカゴチ
- アカザ
- アカササノハベラ
- アガシズズドワーフシクリッド
- アカシタビラメ
- アカシュモクザメ
- アカジン → スジアラ
- アカジンミーバイ → スジアラ
- アカスジウミタケハゼ
- アカタチ
- アカタナゴ
- アカタマガシラ
- アカチョッキクジラウオ
- アカツキハギ
- アカテンコバンハゼ
- アカテンモチノウオ
- アカトラギス
- アカナ → タマガシラ
- アカナマダ
- アカネキンチャクダイ
- アカネダルマオコゼ
- アカネダルマハゼ
- アカネハゼ
- アカネハナゴイ
- アカハゼ
- アカハタ
- アカハタモドキ
- アカハチハゼ
- アカハチメ → ウスメバル
- アカハナ → カンパチ
- アカハラ → ウグイ
- アカハラヤッコ
- アカヒメジ
- アカヒレ
- アカヒレタビラ
- アカヒレハダカハゼ
- アカフジテンジクダイ
- アカブダイ
- アカベラ → キュウセン
- アカボウズハゼ
- アカホシイソハゼ
- アカホシキツネベラ
- アカマダラハタ
- アカマツカサ
- アカマンタ → アカエイ
- アカマンボウ
- アカムツ
- アカメ
- アカメハゼ
- アカメバル
- アカメフグ
- アカモンガラ
- アカヤガラ
- アカントーデス
- アキアジ → サケ
- アキレスタング → アカツキハギ
- アクモニスティオン
- アケー → マジリアイゴ
- アケボノチョウチョウウオ
- アケボノハゼ
- アゴアマダイ
- アコウ → アコウダイ
- アコウダイ
- アゴナシ → ツマグロハタンポ
- アゴハゼ
- アゴハタ
- アサドスズメダイ
- アサバガレイ
- アザハタ
- アサバホラアナゴ
- アサヒアナハゼ
- アザミカワハギ
- アジ
- アジアアロワナ
- アジアコショウダイ
- アシシロハゼ
- アジメドジョウ
- アシロ
- アズキハタ
- アストロノータス
- アスピドリンクス
- アズマガレイ
- アズマハナダイ
- アセウツボ
- アツクチスズメダイ
- アッシュメドウズキリフィッシュ
- アツモリウオ
- アデイトベラ
- アデオオモンハゼ
- アデヤッコ
- アテレアスピス
- アトクギス
- アトヒキテンジクダイダマシ
- アトランティックサーモン → タイセイヨウサケ
- アトランティックスペードフィッシュ
- アナゴ
- アナハゼ
- アノストムス → ストライプドヘッドスタンダー
- アバチャン
- アパッチ
- アピストグラマ
- アブオコゼ
- アブラガレイ
- アブラコ → アイナメ
- アブラザメ → アブラツノザメ
- アブラソコムツ
- アブラツノザメ
- アブラハヤ
- アブラヒガイ
- アブラボウズ
- アブラボテ
- アブラメ → アイナメ
- アブラヤッコ
- アフリカンシクリッド
- アフリカンパイクカラシン
- アフリカンランブアイ
- アベニーパファー
- アベハゼ
- アマギ → クロサギ
- アマクサヨウジ
- アマクチビ
- アマゴ → サツキマス
- アマサカンボ → アオミシマ
- アマサギ → ワカサギ
- アマシイラ
- アマダイ
- アマダイ → アカアマダイ、シロアマダイ、キアマダイ
- アマミイシモチ
- アマミウシノシタ
- アマミウマヅラハギ
- アマミスズメダイ
- アマミハナダイ
- アマミフエフキ
- アマミホシゾラフグ
- アマンポ → アオミシマ
- アミア → アミアカルヴァ
- アミアイゴ
- アミアカルヴァ
- アミウツボ
- アミキカイウツボ
- アミキリ
- アミチョウチョウウオ
- アミフエフキ
- アミメウナギ
- アミメチョウチョウウオ
- アミメハギ
- アミメフエダイ
- アミメブダイ
- アミメベンケイハゼ
- アミモンガラ
- アムールイトウ
- アメノウオ → ビワマス
- アメマス
- アメリカナマズ
- アメリカヘラチョウザメ → ヘラチョウザメ
- アメリカンシクリッド
- アメリカンフラッグフィッシュ
- アヤアナハゼ
- アヤコショウダイ
- アヤトビウオ
- アヤヘビギンポ
- アヤメエビス
- アヤメカサゴ
- アヤヨシノボリ
- アユ
- アユカケ
- アユモドキ
- アラ
- アラ → クエ
- アライソコケギンポ
- アライソハタ
- アラカブ → カサゴ、フサカサゴ
- アラスカキチジ
- アラハダカ
- アラパイマ → ピラルクー
- アラメガレイ
- アラメギンメ
- アラメヌケ
- アラレガコ → アユカケ
- アランダスピス
- アリアケギバチ
- アリアケアカエイ
- アリアケシラウオ
- アリアケスジシマドジョウ
- アリアケヒメシラウオ
- アリゲーターガー
- アルジーイーター
- アルタムエンゼル
- アルティディドラコオリアナエ
- アレニプテルス
- アロサ
- アロツナス → ホソガツオ
- アロワナ
- アワイロコバンザメ
- アワセイソハゼ
- アングラーキャットフィッシュ → チャカ
- アンコウ
- アンコウウバウオ
- アンコクホラアナゴ
- アンゴラバーブ
- アンチョベータ
- アンドレアスピス
- アンフィスティウム

### い
- イエローパーチ
- イェンツーユイ
- イカナゴ
- イガフウリュウウオ
- イケカツオ
- イコクエイラクブカ
- イサキ
- イサゴビクニン
- イサザ
- イザリウオ → カエルアンコウ
- イシガキダイ
- イシガキハタ
- イシガキフグ
- イシカリワカサギ
- イシガレイ
- イシカワシラウオ
- イシダイ
- イシドジョウ
- イシドンコ
- イシナギ
- イシフエダイ
- イシモチ → シログチ
- イシヨウジ
- イズカサゴ
- イスズミ
- イズハナダイ
- イズハナトラザメ
- イズヒメエイ
- イズミハゼ
- イセゴイ
- イソアイナメ
- イソカサゴ
- イソギンポ
- イソゴンベ
- イソハゼ
- イソバテンフグ
- イソフエフキ
- イソマグロ
- イソミミズハゼ
- イタセンパラ
- イタチウオ
- イタチザメ
- イダテンギンポ
- イチモンジハゼ
- イチモンジブダイ
- イッテンアカタチ
- イッテンサクラダイ
- イッテンチョウチョウウオ
- イッテンフエダイ
- イットウダイ
- イトウ
- イトヒキアジ
- イトヒキイワシ
- イトヒキインコハゼ
- イトヒキサギ
- イトヒキダラ
- イトヒキハゼ
- イトヒキヒメ
- イトヒキフエダイ
- イトヒキブダイ
- イトヒキベラ
- イトヒゲモンジャハゼ
- イトマキエイ
- イトマキフグ
- イドミミズハゼ
- イトモロコ
- イトヨ
- イトヨリダイ
- イナカウミヘビ
- イヌカサゴ
- イヌゴチ
- イヌザメ
- イヌノシタ
- イナダ → ブリ
- イネゴチ
- イバラタツ
- イブリカマス
- イボオコゼ
- イボダイ
- イラ
- イラコアナゴ
- イレズミウミヘビ
- イレズミガジ
- イレズミコンニャクアジ
- イレズミニザ
- イレズミハゼ
- イレズミフエダイ
- イレズミミジンベニハゼ
- イロカエルアンコウ
- イワアナゴ
- イワアナコケギンポ
- イワシ → マイワシ、カタクチイワシ、ウルメイワシなど
- イワトコナマズ
- イワナ
- インドアカタチ

### う
- ヴァリアタス
- ウイゴンベ
- ウキゴリ
- ウグイ
- ウケグチメバル
- ウケクチウグイ
- ウサギアイナメ
- ウシィバーミミズアナゴ
- ウシザメ → オオメジロザメ
- ウシモツゴ
- ウィーディ・シードラゴン
- ウシノシタ
- ウシモツゴ
- ウスバハギ
- ウスメバル
- ウチワザメ
- ウチワフグ
- ウッカリカサゴ
- ウツセミカジカ
- ウツボ
- ウナギ
- ウバウオ
- ウバザメ
- ウマヅラアジ
- ウマヅラハギ
- ウミショウブハゼ
- ウミスズメ
- ウミタナゴ
- ウミヅキチョウチョウウオ
- ウミテング
- ウミドジョウ
- ウミヒゴイ
- ウミメダカ
- ウメイロ
- ウメイロモドキ
- ウラウチイソハゼ
- ウラウチフエダイ
- ウラシマチョウチョウウオ
- ウルマカサゴ
- ウルメイワシ
- ウロコマツカサ
- ウロハゼ
- ウンブキアナゴ

### え
- エイ
- エイラクブカ
- エソ
- エゾアイナメ
- エゾイワナ
- エゾウグイ
- エゾクサウオ
- エゾトミヨ
- エゾハナカジカ
- エゾホトケドジョウ
- エゾメバル
- エツ
- エデスタス
- エトマロサ・フィンブリアタ
- エドアブラザメ
- エドハゼ
- エビスザメ
- エビスダイ
- エボシダイ
- エボダイ → イボダイ
- エポーレットシャーク → マモンツキテンジクザメ
- エリトゲハゼ
- エリホシベニハゼ
- エレファントノーズフィッシュ
- エンゼルフィッシュ
- エンペラーテトラ
- エンドラーズ・ライブベアラ

### お
- オアカムロ
- オイカワ
- オイランヨウジ
- オウゴンムラソイ
- オウミヨシノボリ
- オウムブダイ
- オオイカナゴ
- オオウナギ
- オオウミウマ
- オオウルマカサゴ
- オオガタスジシマドジョウ
- オオカミウオ
- オオガラスハゼ
- オオキンブナ
- オオグチイシチビキ
- オオクチイシナギ
- オオクチイワシ
- オオクチバス
- オオクチホシエソ
- オオサガ
- オオサカハマギギ
- オオシタビラメ
- オオシマドジョウ
- オオシャクダルマ
- オオスジイシモチ
- オオスジハタ
- オオスジヒメジ
- オオセ
- オオタナゴ
- オオタニノボリ
- オオタロウ → スズキ
- オオテンハナゴイ
- オオチョウザメ
- オオニベ
- オオヒカリキンメ
- オオヒメ
- オオメカマス
- オオメジロザメ
- オオメハゼ
- オオメハタ
- オオメマトウダイ
- オオメワラスボ
- オオモンハゲブダイ
- オオモンハタ
- オオヨシノボリ
- オオヨドシマドジョウ
- オオワニザメ
- オガサワラヨシノボリ
- オカムラギンメ
- オキアジ
- オキアナゴ
- オキエソ
- オキキホウボウ
- オキゴンベ
- オキタナゴ
- オキナヒネジ
- オキナホソヌタウナギ
- オキナメジナ
- オキナワキチヌ
- オキナワクルマダイ
- オキナワスズメダイ
- オキナワベニハゼ
- オキノシマウツボ
- オキヒイラギ
- オキフエダイ
- オキマツゲ
- オクカジカ
- オグロエソ
- オグロテンジクダイ
- オグロメジロザメ
- オコゼ → オニオコゼ、ハオコゼなど
- オジサン
- オショロコマ
- オスジクロハギ
- オトガイアカエソ
- オトシンクルス
- オナガ（魚） → ハマダイ
- オナガウツボ
- オナガザメ
- オニアジ
- オニアンコウ
- オニイシモチ
- オニイトマキエイ（マンタ）
- オニオコゼ
- オニカサゴ
- オニカジカ
- オニカナガシラ
- オニカマス
- オニキンメ
- オニゴチ
- オニシャチウオ
- オニダルマオコゼ
- オニテングハギ
- オニハゼ
- オニハダカ
- オニハタタテダイ
- オニヒゲ
- オニヒラアジ
- オニベニハゼ
- オニボラ
- オハグロハギ
- オハグロベラ
- オビシメ
- オビテンスモドキ
- オヒョウ
- オボコ → ボラ
- オヤニラミ
- オヤビッチャ
- オヨギイソハゼ
- オヨギベニハゼ
- オンガスジシマドジョウ

## か行

### か
- ガー（ガーパイク）
- カイヤン
- カイユウセンニンフグ
- カイワリ
- カエルアンコウ（旧和名：イザリウオ）
- カエルアンコウモドキ
- カエルウオ
- カエルハゼ
- カガミダイ
- カガミチョウチョウウオ
- ガクガクギョ
- カグラザメ
- カクレウオ
- カクレクマノミ
- カゴカキダイ
- カゴカマス
- カゴシマニギス
- カサイダルマハゼ
- カサゴ
- カジカ (魚)
- カジキ
- カジキマグロ → カジキ
- カージナルテトラ
- カシワハナダイ
- カスザメ
- ガストロ
- カスミアカフウリュウウオ
- カスミアジ
- カスミサクラダイ
- カスミチョウチョウウオ
- カスミヤライイシモチ
- カスリフサカサゴ
- カスリハタ
- カゼトゲタナゴ
- カタクチイワシ
- カタグロアゴナシ
- カタグロウミヘビ
- カタボシアカメバル
- カダボシイワシ
- カダヤシ
- カツオ
- カッポレ
- カトラ
- カナガシラ
- カナダダラ
- カナド
- カナフグ
- カネコダルマガレイ
- カネヒラ
- カブトウオ
- カボチャフサカサゴ
- カマキリ
- カマス
- カマスサワラ
- カマストガリザメ
- カマスベラ
- カマツカ (魚)
- カミソリウオ
- カミナリウオ → ハタハタ
- カミナリベラ
- カムルチー（ライギョ）
- ガヤ → エゾメバル
- カライワシ
- カラス
- ガラスウシノシタ
- カラスガレイ
- カラスザメ
- カラスダラ
- ガラスハゼ
- カラドジョウ
- ガラパゴスザメ
- カラフトシシャモ
- カラフトマス
- ガラ・ルファ → ドクターフィッシュ
- カリフォルニアカスザメ
- カリフォルニアドチザメ
- カリフォルニアネコザメ
- カリブウロコサッパ
- カリブカスザメ
- カレイ
- カワアカメ
- カワアナゴ
- カワカマス
- カワハギ
- カワバタモロコ
- カワヒガイ
- カワビシャ
- カワヒラ
- カワムツ
- カワメバル
- カワメンタイ
- カワヤツメ
- カワヨウジ
- カワヨシノボリ
- カワリアナゴ
- カワリヘビゲンゲ
- カンキョウカジカ
- ガンコ
- ガンゾウビラメ
- カンダイ → コブダイ
- カンディル
- カンパチ
- カンムリブダイ
- カンモンハタ
- ガンユイ
- カンランハギ

### き
- キアマダイ
- キアンコウ
- キイロサンゴハゼ
- キイロハギ
- キカイウツボ
- ギギ
- キクザメ
- ギグチ
- キジハタ
- キス
- ギス
- ギスカジカ
- キスジイトマキフグ
- キセルクズアナゴ
- キダイ
- キタイカナゴ
- キタドジョウ
- キタノアカヒレタベラ
- キタノカスベ
- キタノホッケ
- キタノメダカ
- キタマクラ
- キチジ
- キチヌ
- ギチベラ
- キッシンググラミー
- キツネアカエソ
- キツネアマダイ
- キツネウオ
- キツネカスベ
- キツネダイ
- キツネフエフキ
- キツネベラ
- キツネメバル
- キヌバリ
- キノボリウオ
- キバウミヘビ
- キハダ
- ギバチ
- キハッソク
- キバラヨシノボリ
- キビナゴ
- キビレカワハギ
- キビレキントキ
- キビレハタンポ
- キビレマツカサ
- キビレミシマ
- キヘリモンガラ
- キホウボウ
- キホシスズメダイ
- ギマ
- キュウセン
- キュウリウオ
- キュウリエソ
- キリンミノ
- ギンイワシ
- ギンカガミ
- ギンガメアジ
- キンギョ
- キンギョハナダイ
- キングクリップ
- キングサーモン → マスノスケ
- ギンザケ
- ギンザメ
- キンセンイシモチ
- ギンダラ
- キンチャクダイ
- キントキダイ
- キンブナ
- ギンブナ
- ギンポ
- ギンポハゼ
- ギンムツ → マジェランアイナメ
- キンメダイ
- ギンメダイ
- キンメモドキ
- ギンユゴイ

### く
- クエ
- クギベラ
- クサアジ
- クサウオ
- クサカリツボダイ
- クサギンポ
- クサビウロコエソ
- クサビフグ
- クサビベラ
- クサフグ
- クサヤモロ
- クジメ
- クジャクカジカ
- クジャクスズメダイ
- クダゴンベ
- クダヤガラ
- クチボソ → モツゴ
- グッピー
- クツワハゼ
- クテノポマ
- クニマス
- クマサカフグ
- クマササハナムロ
- クマドリカエルアンコウ
- クマドリコバンハゼ
- クマノカクレウオ
- クマノミ
- クマノミモドキ→クマノミ
- クモウツボ
- クモギンポ
- クモハゼ
- クラウンローチ
- クラカケウツボ
- クラカケトラギス
- クラカケモンガラ
- グラスフィッシュ
- クラドセラケ
- グラミー
- クーリーローチ
- グリーンネオンテトラ
- グリーンファイヤーテトラ
- グルクマ
- グルクン → タカサゴ
- クルマダイ
- クルメサヨリ
- グレ → メジナ
- クレナイニセスズメ
- クレナイホシエソ
- クロアジモドキ
- クロアナゴ
- クロイシモチ
- クロウシノシタ
- クロウミウマ
- クロウミドジョウ
- クロエソ
- クロオビハゼ
- クロオビマツカサ
- クロカジキ
- クロガシラガレイ
- クロガレイ
- クロカワカジキ → クロカジキ
- クロゲンゲ
- クロサギ (魚)
- クロサバフグ
- クロシビカマス
- クロスジスカシテンジクダイ
- クロソイ
- クロソラスズメダイ
- クロダイ（チヌ）
- クロタチカマス
- クロダハゼ
- クロダルマハゼ
- クロトガリザメ
- クロヌタウナギ
- クロハギ
- クロヒゲイワアナゴ
- クロヒラアジ
- クロボウズギス
- クロホシイシモチ
- クロホシフエダイ
- クロホシマンジュウダイ
- クロマグロ
- クロマスク
- クロミナミハゼ
- クロムツ → ムツ
- クロメジナ
- クロメバル
- クロモンツキ
- クロヨシノボリ
- グローライトテトラ

### け
- ケサガケベラ
- ケショウフグ
- ケショウモンガラ
- ゲッコウスズメダイ
- ゲットウウミヘビ
- ケムシカジカ
- ケラマハナダイ
- ゲンコ
- ゲンゴロウブナ
- ケンムンヒラヨシノボリ
- ゲンロクダイ

### こ
- コーホ → ギンザケ
- ゴールデントラウト
- コイ
- コウライオヤニラミ
- コウライガジ
- コウライカスベ
- コウライケツギョ
- コウライトラギス
- コウライニゴイ
- コウライマナガツオ
- コウライモロコ
- コウライヨロイメバル
- コオリカジカ
- ゴギ
- コギクザメ
- コクチバス
- コクチフサカサゴ
- コクテンカタギ
- コクテンニセヘビギンポ
- コクテンフグ
- コクテンベンケイハゼ
- コクハンアラ
- ゴクラクハゼ
- コクレン
- コケギンポ
- コケノコギリ
- コケビラメ
- コシナガ
- コショウダイ
- コチ
- コチョウザメ
- ゴテンアナゴ
- ゴテンバウミヘビ
- コトヒキ
- コノシロ
- コノハウオ → リーフフィッシュ
- コバンザメ
- コブコオリカジカ
- コブシカジカ
- コブダイ
- コペラ
- コボラ
- ゴマアイゴ
- コマイ
- ゴマウツボ
- ゴマウミヘビ
- ゴマサバ
- ゴマソイ
- ゴマチョウチョウウオ
- ゴマテングハギモドキ
- ゴマニザ
- ゴマハゼ
- ゴマヒレキントキ
- ゴマフエダイ
- ゴマフグ
- ゴマフシビレエイ
- ゴマモンガラ
- コモリウオ
- コモンカスべ
- コモンサカタザメ
- コモンフグ
- コモンヤナギハゼ
- ゴリ
- コリドラス
- コロザメ
- コロダイ
- コロソマ
- コロダイ
- コンゴウアナゴ
- コンゴウテンジクダイ
- コンゴウフグ
- コンゴテトラ
- ゴンズイ
- コンテリボウズハゼ
- コンニャクイワシ
- コンニャクカジカ
- コンビクトシクリッド
- コンペイトウ

## さ行

### さ
- サカサナマズ
- サカタザメ
- サガミザメ
- サガミソコダラ
- サギフエ
- サクヤヒメジ
- サクラダイ
- サクラダンゴウオ
- サクラマス
- サケ
- サケガシラ
- サケビクニン
- ササウシノシタ
- サザナミダイ
- サザナミトサカハギ
- サザナミフグ
- サザナミヤッコ
- ササムロ
- サザンプラティフィッシュ
- サツキギンポ
- サツキハゼ
- サツキマス
- サッパ
- サツマカサゴ
- ザトウウナギ
- サバヒー
- サバフグ
- サビウツボ
- サビハゼ
- サメガレイ
- サメクトビレ
- サヤマツカサ
- サヨリ
- サヨリナメハダカ
- ザラカスべ
- ザラガレイ
- サラサゴンベ
- サラサハギ
- サラサハゼ
- サラサハタ
- サラビクニン
- サワラ
- サンインコガタスジシマドジョウ
- サンキャクウオ → ナガヅエエソ
- サンゴアイゴ
- サンゴイワシ
- サンコウメヌケ
- サンゴトラザメ
- ザンダー → パイクパーチ
- サンマ
- サンヨウコガタスジシマドジョウ

### し
- シイラ
- シーラカンス
- シギウナギ
- ジギョ
- シクリッド
- シシャモ
- シズクイソハゼ
- シズミイソコケギンポ
- シタビラメ
- シチセンチョウチョウウオ
- シッポウフグ
- シナイモツゴ
- シノドンティス
- シノノメサカタザメ
- シノビドジョウ
- シーバス → スズキ
- シビレエイ
- シファクティヌス
- シベリアヤツメ
- シマアジ
- シマアラシウツボ
- シマイサキ
- シマイタチウオ
- シマウキゴリ
- シマウシノシタ
- シマウミスズメ
- シマウミヘビ
- シマガツオ
- シマキツネベラ
- シマキンチャクフグ
- シマギンポ
- シマセトダイ
- シマゾイ
- シマダイ
- シマドジョウ
- シマハギ
- シマハタ
- シマハタタテダイ
- シマヒイラギ
- シマヒレヨシノボリ
- シマフグ
- シマヨシノボリ
- シミズシマイサキ
- ジムナーカス
- シモフリカジカ
- シモフリシマハゼ
- シモフリタナバタウオ
- ジャウー
- シャチブリ
- ジャノメハゼ
- ジュウサンウグイ
- シュオビコバンザメ
- ジュズカケハゼ
- シュモクザメ
- ショウキウミヘビ
- ショウサイフグ
- ショベルノーズキャットフィッシュ
- シラウオ
- シラコダイ
- シルバーアロワナ
- シルバーシャーク
- シルベーヘイク
- シロアマダイ
- シロウオ
- シロカサゴ
- シロカジキ
- シロガネアジ
- シロギス
- シログチ
- シロクラベラ
- シロゲンゲ
- シロサバフグ
- シロザメ
- シロシュモクザメ
- シロダイ
- シロタスキベラ
- シロヒレタベラ
- シロブチハタ
- シロメバル
- シロワニ
- シワイカナゴ
- シンカイヨロイダラ
- シンジコハゼ
- ジンベエザメ

### す
- スイ
- スカラレ・エンゼル
- スカシテンジクダイ
- スギ
- スケソウダラ → スケトウダラ
- スケトウダラ（スケソウダラ）
- スゴモロコ
- スジアラ
- スジオテンジクダイ
- スジギンポ
- スジクロハギ
- スジシマドジョウ
- スジダラ
- スジハゼ
- スジハナビラウオ
- スジブダイ
- スズキ（セイゴ、フッコ、オオタロウ、シーバス）
- スズハモ
- スズメダイ
- スソウミヘビ
- スダレチョウチョウウオ
- ステューレポルス
- ストライプドバス
- スナガレイ
- スナヤツメ
- スネークヘッド → ライギョ
- スポッテッドガー
- スマ
- スミウキゴリ
- スミクイウオ
- スミツキアカタチ
- スミツキハナダイ
- スミレナガハナダイ
- スミレヤッコ
- スリースポットグラミー
- スワモロコ

### せ
- セイゴ → スズキ
- セイルフィンプレコ
- セイルフィン・モーリー
- セキトリイワシ
- セグロチョウチョウウオ
- セグロマツカサ
- セスジボラ
- ゼゼラ
- セダカクロサギ
- セダカタカサゴ
- セダカハナアイゴ
- セトウシノシタ
- セトダイ
- セトミノカサゴ
- ゼニタナゴ
- セビロカジカ
- ゼブラウツボ
- ゼブラ・キャット
- ゼブラフィッシュ（ゼブラ・ダニオ）
- セボシタビラ
- セミホウボウ
- センウマヅラハギ
- センニンフグ
- センネンダイ
- センハダカ

### そ
- ソイ
- ソウシカエルアンコウ
- ソウシハギ
- ソウハチ
- ソードテール
- ソウギョ
- ソウダガツオ
- ソコアナゴ
- ソコアマダイ
- ソコイトヨリ
- ソコイワシ
- ソコカナガシラ
- ソコクロダラ
- ソコハリゴチ
- ソデアナゴ
- ソトイワシ
- ソラウミヘビ
- ソラスズメダイ
- ソーンバックギターフィッシュ

## た行

### た
- ターポン
- タイ → マダイ、キダイ、クロダイなど
- タイガーショベルノーズキャットフィッシュ
- タイガーレッドテールキャットフィッシュ
- ダイヤモンドテトラ
- タイセイヨウクロマグロ
- タイセイヨウサケ
- タイセイヨウダラ
- ダイナンウミヘビ
- タイリクバラタナゴ → バラタナゴ
- タイワンキンギョ
- タイワンドジョウ
- タイワンマス
- タウナギ
- タカサゴ
- タカノハダイ
- タカハヤ
- タカベ
- タキゲンロクダイ
- タキベラ
- ダトニオ
- タチウオ
- タチモドキ
- ダツ
- タツウミヘビ
- タツカマス
- タツノイトコ
- タツノオトシゴ
- タツノハトコ
- タテジマキンチャクダイ
- タテジマヤッコ
- タテスジトラザメ
- タテスジハタ
- タナゴ
- タナゴモドキ
- タナバタウオ
- タニガワナマズ
- タニノボリ
- タヌキベラ
- タヌキメバル
- タマカイ
- タマガシラ
- タモロコ
- タラ
- ダルマアンコウ
- ダルマガレイ
- ダルマザメ
- ダルマハゼ
- ダンゴウオ
- ダンゴオコゼ

### ち
- チカ
- チカメキントキ
- チゴダラ
- チダイ
- チチカカオレスティア
- チチブ
- チチブモドキ
- チビブダイ
- チヌ → クロダイ
- チャイロマルハタ
- チャガラ
- チョウザメ
- チョウチョウウオ
- チョウチョウエソ
- チョウチョウコショウダイ
- チョウチンアンコウ
- チョウハン
- チョコレートグラミー
- チリメンアイゴ
- チリメンヤッコ
- チンアナゴ
- チンヨウジウオ
- チンマ → オイカワ

### つ
- ツカエイ
- ツキチョウチョウウオ
- ツキベラ
- ツチフキ
- ツチホゼリ
- ツナ
- ツノダシ
- ツノハコフグ
- ツノハタタテダイ
- ツバクロエイ
- ツバサハゼ
- ツバメウオ
- ツバメコノシロ
- ツバメタナバタウオ
- ツボダイ
- ツマグロ
- ツマグロチョウチョウウオ
- ツマグロテオノエソ
- ツマグロハタンポ
- ツマグロマツカサ
- ツマジロ
- ツマジロオコゼ
- ツマジロモンガラ
- ツマリツノザメ
- ツマリテングハギ
- ツマリトビウオ
- ツムギハゼ
- ツムブリ
- ツユベラ
- ツルグエ

### て
- ディスカス
- ティラピア
- テオノエソ
- テッポウウオ
- テトラ
- テナガミズテング
- デバスズメダイ
- デメエソ
- デメニギス
- デュメリリィ・エンゼル
- テンガンムネエソ
- デンキウナギ
- デンキナマズ
- テングカスベ
- テングダイ
- テングハギ
- テングハギモドキ
- テンジクイサキ
- テンジクカワアナゴ
- テンジクダイ
- テンス
- テンツキチョウチョウウオ

### と
- トウカイコガタスジシマドジョウ
- トウカイナガレホトケドジョウ
- トウカイヨシノボリ
- トウゴロウイワシ
- トウザヨリ
- トウジン
- トウヨシノボリ
- トガリアンコウザメ
- トガリエビス
- ドクターフィッシュ
- トクビレ（ハッカク）
- トゲチョウチョウウオ
- トサカハギ
- トサシマドジョウ
- ドジョウ
- ドタブカ
- ドチザメ
- トド → ボラ
- トノサマダイ
- トビウオ
- トビエイ
- トビハゼ
- トミヨ
- トラウツボ
- トラギス
- トラザメ
- ドラド（ドラードカラシン）
- トラノオウミヘビ
- トラフグ
- トラフザメ
- トランスルーセントグラスキャットフィッシュ
- ドロメ
- ドワーフグラミー
- ドワーフシクリッド
- ドワーフスネークヘッド
- トンガリホタテウミヘビ
- ドンコ
- ドンコ → チゴダラ・エゾイソアイナメ

## な行

### な
- ナイフフィッシュ（ナギナタナマズ）
- ナイルアロワナ
- ナイルパーチ
- ナガコバン
- ナガサキトラザメ
- ナガヅエエソ
- ナガヅカ
- ナガテングハギモドキ
- ナガニザ
- ナガノゴリ
- ナガブダイ
- ナガムネエソ
- ナシフグ（ナゴヤ）
- ナヌカザメ
- ナベカ
- ナポレオンフィッシュ → メガネモチノウオ
- ナマズ
- ナミウツボ
- ナミダクロハギ
- ナミノハナ
- ナミハタ
- ナミフエダイ
- ナメラハギ
- ナメラハゼ
- ナメラベラ
- ナンヨウツバメウオ
- ナンヨウハギ
- ナンヨウブダイ
- ナンヨウマンタ

### に
- ニギス
- ニゴイ
- ニゴロブナ
- ニザダイ
- ニシアカエソ
- ニジエビス
- ニシキアナゴ
- ニシキハゼ
- ニシキテグリ
- ニシキベラ
- ニシキヤッコ
- ニジギンポ
- ニシクロカジキ
- ニジハギ
- ニジマス
- ニジョウサバ
- ニシン
- ニセカンランハギ
- ニセクロスジギンポ
- ニセゴイシウツボ
- ニセフウライチョウチョウウオ
- ニセモチノウオ
- ニタリ
- ニッポンバラタナゴ → バラタナゴ
- ニテンエソ
- ニホンウナギ
- ニホンヤモリザメ
- ニベ
- ニュージーランドミナミアユ
- ニュウドウカジカ
- ニンジャカラスザメ

### ぬ
- ヌエハゼ
- ヌタウナギ
- ヌノサラシ
- ヌマガレイ
- ヌマムツ
- ヌメリゴチ
- ヌリワケカワハギ
- ヌリワケヤッコ

### ね
- ネオンテトラ
- ネコギギ
- ネコザメ
- ネジリンボウ
- ネズミギス
- ネズミゴチ
- ネズミザメ
- ネズミダラ
- ネズミフエダイ
- ネズミフグ
- ネッタイフサカサゴ
- ネッタイミノカサゴ
- ネムリブカ
- ネンブツダイ

### の
- ノトイスズミ
- ノドグロベラ
- ノコギリエイ
- ノコギリザメ
- ノコギリダイ
- ノコギリハギ
- ノコバウナギ
- ノーザンバラムンディ
- ノボリエビス
- ノボリハゼ

## は行

### は
- パーカーホ
- ハイギョ
- パイク → カワカマス
- パイヌキバラヨシノボリ
- ハイランド・カープ
- パイロットフィッシュ → ブリモドキ
- ハオコゼ
- ハガツオ
- ハクテンカタギ
- ハクレン
- ハゲブダイ
- ハコフグ
- ハコベラ
- ハシナガチョウザメ
- ハシナガチョウチョウウオ
- バショウカジキ
- ハス
- バス
- ハゼ
- ハゼクチ
- ハタ
- バターフィッシュ
- ハダカイワシ
- ハダカオオカミウオ
- ハタタテダイ
- ハタタテハゼ
- ハタハタ （カミナリウオ）
- バタフライフィッシュ
- バタフライフィッシュ → チョウチョウウオ科
- ハチェットフィッシュ
- ハッカク → トクビレ
- ハナオコゼ
- ハナグロチョウチョウウオ
- ハナザメ
- ハナヒゲウツボ
- ハナミノカサゴ
- パピリオクロミス・アルティスピノーサ
- ハビレ
- ハマクマノミ
- ハマダイ
- ハマチ → ブリ
- ハマフエフキ
- ハモ
- ハヤ
- バラタナゴ（ニッポンバラタナゴ、タイリクバラタナゴ）
- バラハタ
- バラハナダイ
- バラフエダイ
- バラマンディ
- バラムツ
- ハリセンボン
- ハリヨ
- バルーンモーリー
- ハワイウツボ
- ハワイタツウミヘビ
- パンダゲンロクダイ

### ひ
- ヒイラギ
- ヒウチダイ
- ヒオドン
- ヒガイ
- ヒガシシマドジョウ
- ヒガシホウライエソ
- ヒカリエソ
- ヒカリキンメダイ
- ピグミーグラミー
- ヒゲドチザメ
- ヒトスジエソ
- ヒトスジモチノウオ
- ヒナハゼ
- ヒナモロコ
- ヒフキアイゴ
- ヒメ
- ヒメオコゼ
- ヒメジ
- ヒメダカ→メダカ
- ヒメダイ
- ヒメツバメウオ
- ヒメテングハギ
- ヒメノコバウナギ
- ヒメハゼ
- ヒメフウライチョウチョウウオ
- ヒメマス
- ヒラ
- ヒラアジ→ギンガメアジの流通名、カイワリの地方名
- ヒョウモンシャチブリ
- ヒョウモンドジョウ
- ヒョウモントラザメ
- ピライーバ
- ヒラガシラ
- ヒラソウダ → ソウダガツオ
- ピラニア
- ヒラニザ
- ヒラマサ
- ヒラメ
- ヒラメ→アマゴ
- ピラルクー
- ヒレウツボ
- ビワコオオナマズ
- ビワヒガイ
- ビワマス
- ビワヨシノボリ
- ビンナガ

### ふ
- フウセンウナギ
- フウライカジキ
- フウライチョウチョウウオ
- フエダイ
- フエフキダイ
- フエヤッコダイ
- フグ
- フクロウナギ
- フシギウオ
- フジクジラ
- ブダイ
- フタホシキツネベラ
- ブチススキベラ
- フッコ → スズキ
- フナ
- ブラウントラウト
- ブラックアロワナ
- ブラックバス（オオクチバス、コクチバス）
- プラティ → サザンプラティフィッシュ
- ブリ
- プリステラ
- フリソデウオ
- ブリモドキ
- ブルーギル
- プレコ
- プロトプテルス
- フロリダバス
- プンティウス

### へ
- ヘコアユ
- ペーシュ・カショーロ
- ヘダイ
- ベニオチョウチョウウオ
- ベニザケ
- ベタ
- ヘテロティス → ナイルアロワナ
- ベニマツカサ
- ベニザケ
- ヘビギンポ
- ヘビトカゲギス
- ペヘレイ
- ベラ
- ヘラアナゴ
- ヘラチョウザメ
- ヘラブナ → ゲンゴロウブナ
- ヘラヤガラ
- ペレスメジロザメ
- ペンシルフィッシュ

### ほ
- ボウエンギョ
- ホウネンエソ
- ホウズキ
- ボウズハゼ
- ホウボウ
- ホウライエソ
- ホキ
- ホシエソ
- ホシガレイ
- ホシササノハベラ
- ホシザメ
- ホシギス → キス
- ホシヤマトミズン
- ホースフェイスローチ
- ポタモトリゴン・モトロ
- ホタルジャコ
- ホッケ
- ホテイウオ
- ホトケドジョウ
- ホホジロザメ
- ホホスジモチノウオ
- ボラ
- ボララス → ラスボラ
- ポリプテルス
- ホワイトフィッシュ
- ホンカスザメ
- ホンソメワケベラ
- ホンベラ
- ホンモロコ

## ま行

### ま
- マーリン → カジキ
- マーレーコッド
- マアジ
- マアナゴ
- マイワシ
- マカジキ
- マガレイ→カレイ
- マグロ
- マゴチ
- マサバ
- マジェランアイナメ
- マス
- マスキー（マスケランジ）
- マスノスケ（キングサーモン）
- マダイ
- マダラ
- マダラエソ
- マダラタルミ
- マダラトビエイ
- マツカサウオ
- マツカワ
- マツダイ
- マトウダイ
- マナガツオ
- マハゼ
- マハタ
- マフグ
- マブナ
- ママカリ → サッパ
- マユゲエイ
- マルアオメエソ
- マルソウダ → ソウダガツオ
- マルマツカサ
- マンタ → オニイトマキエイ
- マンボウ

### み
- ミカヅキツバメウオ
- ミシマオコゼ
- ミズウオ
- ミスジチョウチョウウオ
- ミスジリュウキュウスズメダイ
- ミズワニ
- ミゾレチョウチョウウオ
- ミツクリエナガチョウチンアンコウ
- ミツクリザメ
- ミツバヤツメ
- ミツボシクロスズメダイ
- ミツマタヤリウオ
- ミドリフグ
- ミナミアカエソ
- ミナミアメリカハイギョ
- ミナミハコフグ
- ミナミハタタテダイ
- ミナミハタンポ
- ミナミホタテウミヘビ
- ミナミマグロ
- ミナミメダカ
- ミナミワニエソ
- ミノカサゴ
- ミミズハゼ
- ミヤコタナゴ
- ミヤコテングハギ
- ミヤベイワナ

### む
- ムカシクロタチ
- ムギツク
- ムツ
- ムツゴロウ
- ムブナ
- ムベンガ
- ムレハタタテダイ
- ムロアジ

### め
- メイタガレイ
- メイチダイ
- メカジキ
- メガマウス
- メガネクロハギ
- メガネモチノウオ
- メガロドン（化石種）
- メクラウナギ → ヌタウナギ（綱・目・科はヌタウナギに、種・属はホソヌタウナギに改称）
- メゴチ
- メコンオオナマズ
- メジナ（グレ）
- メジロザメ
- メダイ
- メダカ
- メチニス
- メナダ
- メヌケ → アラスカメヌケ、オオサガ、バラメヌケなど
- メバチ
- メバル
- メルルーサ
- メロ → マジェランアイナメ

### も
- モツゴ
- モヨウウチキトラザメ
- モヨウキカイウツボ
- モヨウタツウミヘビ
- モヨウハゼ
- モヨウフグ
- モヨウモンガラドオシ
- モルミルス
- モロコ
- モロコ → クエ
- モンガラカワハギ
- モンガラドオシ
- モンツキクマノミ→クマノミ
- モンツキハギ
- モンツキベラ

## や行

### や
- ヤイトハタ
- ヤイマヒラヨシノボリ
- ヤガタムギツク
- ヤガラ
- ヤジブカ → メジロザメ
- ヤジリハゼ
- ヤシャハゼ
- ヤシャベラ
- ヤスジチョウチョウウオ
- ヤツメウナギ
- ヤナギムシガレイ
- ヤマトカマス
- ヤマトミズン
- ヤマノカミ
- ヤマメ
- ヤミスズキ
- ヤリカタギ
- ヤリタナゴ

### ゆ
- ユウゼン
- ユカタハタ
- ユゴイ
- ユメカサゴ
- ユメウメイロ

### よ
- ヨウジウオ
- ヨーロッパオオナマズ
- ヨーロッパタナゴ
- ヨーロピアンシーバス
- ヨコシマタマガシラ
- ヨコヅナイワシ
- ヨゴレ (魚類)
- ヨシキリザメ
- ヨシノボリ
- ヨスジフエダイ
- ヨスジリュウキュウスズメダイ
- ヨツメウオ
- ヨメヒメジ
- ヨリトフグ
- ヨロイ (魚類)
- ヨロイイタチウオ
- ヨロイザメ
- ヨロイメバル

## ら行・わ

### ら
- ラージグラス
- ライギョ
- ラスボラ
- ラッド (魚類)
- ラブカ
- ラミーノーズテトラ

### り
- リーフィーシードラゴン
- リーフフィッシュ
- リュウキュウアユ → アユ
- リュウキュウハタンポ
- リュウグウノツカイ

### る
- ルックダウン → シロガネアジ
- ルリスズメダイ
- ルリハタ

### れ
- レイクトラウト
- レインボーテトラ
- レインボーフィッシュ
- レオパードシャーク → ドチザメ（カリフォルニアドチザメ）
- レッドテールキャットフィッシュ
- レッドテールブラックシャーク
- レモンザメ
- レモンチョウチョウウオ
- レンギョ

### ろ
- ロイヤルプレコ → プレコ
- ロウニンアジ
- ロングノーズガー

### わ
- ワカサギ
- ワタカ
- ワニエソ
- ワニトカゲギス
- ワヌケフウリュウウオ
- ワヌケモンガラドオシ
- ワラサ → ブリ
- ワラスボ